# Dan Haskett
Daniel A. Haskett (20 de agosto de 1952) é um animador veterano que, de acordo com a Variety, fazia parte de um "grupo de jovens animadores treinados pelos" Nove Homens Velhos "da Disney que estavam confinados a uma pequena sala no Edifício Disney Feature Animation na década de 1970".
Ele começou sua carreira em 1969 fora do colégio da época, High School of Art and Design, e a primeira coisa que fez foi um comercial de um café chamado Brim, e, segundo ele, era "muito psicodélico".
Haskett ficou preocupado quando entrou na empresa em 1977 devido à reputação da empresa na época.
Ele projetou o personagem Belle para a Bela e a Fera da Disney, bem como Ariel para A Pequena Sereia e Tod como adulto para A Raposa e o Cão. Haskett também fez designs anteriores para Ursula, alguns foram inspirados na cantora Patti LaBelle e os cabelos dos personagens quase pareciam barbatanas.
Haskett foi o designer principal dos personagens Minerva Mink para os Animaniacs de Steven Spielberg e os disc jóqueis mascote da Radio AAHS Ozzie e Kazoo. Haskett também tem créditos para Tom e Jerry: O Filme, Toy Story, The Pagemaster, O Príncipe do Egito, Vila Sésamo e Os Simpsons.
Ele desenha personagens para os Looney Tunes desde 1979 e recentemente trabalhou como designer de personagens para a série da web Looney Tunes Cartoons.

## Créditos
- A Pequena Sereia (1989) - designer de personagens para Ursula e Ariel
- A Bela e a Fera (1991) - designer de personagens para Belle
- Raggedy Ann e Andy: A Musical Adventure (1977) - assistente de animação
- Tiny Toon Adventures - designer de personagens, mais conhecido por Babs[8]
- Cat's Can (1986, curta Sesame Street), diretor[9]
- Quackbusters de Daffy Duck (1988) - animador
- Os Simpsons (1988) - designer de personagens de Moe Szyslak, Barney Gumble e Mrs. Krabappel
- Space Jam: A New Legacy (2021) - animador[5]